# Legend of the Wu-Tang Clan
Legend the Wu-Tang Clan – kompilacyjny album amerykańskiego zespołu Wu-Tang Clan wydany 26 października 2004 roku nakładem wytwórni BMG.
Na albumie znalazły się nowe wersje piosenek z pierwszej płyty takie jak Protect Ya Neck, czy Method Man. Znalazł się również zremixowany utwór Run DMC pt: "Sucker M.C’s". W 2007 roku ukazała się reedycja płyty pod tytułem "Wu-Tang Clan's Greatest Hits".

## Lista utworów
1. "C.R.E.A.M." (4:10)
2. "Method Man (Skunk Mix)" (3:09)
3. "Protect Ya Neck (Bloody Version)" (5:03)
4. "Wu-Tang Clan Ain’t Nuthing Ta F’ Wit" (3:32)
5. "Can It Be All So Simple" (4:11)
6. "Shame on a Nigga" (2:54)
7. "Da Mystery of Chessboxin’" (4:47)
8. "Reunited" (5:22)
9. "It’s Yourz" (4:13)
10. "Triumph" (5:37)
11. "Gravel Pit" (4:13)
12. "Protect Ya Neck (The Jump Off)" (3:58)
13. "Sucker M.C’s" (3:44)
14. "Uzi (Pinky Ring)" (5:17)
15. "Shaolin Worldwide" (4:03)
16. "Diesel" (5:29)